# Dial Range
Die Dial Range ist ein kleiner Gebirgszug im Norden des australischen Bundesstaates Tasmanien und ein Teil der Great Dividing Range. Er liegt in der Nähe der Nordküste, südlich der Kleinstadt Penguin und erstreckt sich ca. 14 km in Nord-Süd-Richtung und 4–5 km in Ost-West-Richtung. Im Osten und Süden werden sie durch den River Leven begrenzt und im Süden zusätzlich durch die Gunns Plains.

## Landnutzung
Rund 52 km² dieses Gebietes gehören dem Bundesstaat Tasmanien. Davon sind 43,54 km² Staatsforst und Schutzwald, der von Forestry Tasmania verwaltet wird. Zwei kleinere Gebiete, die Montgomery State Reserve und die Ferndene State Reserve, stehen unter der Verwaltung des Tasmania Parks & Wildlife Service. Die verbleibenden 5,07 km² sind zur Nutzung als Nature Recreation Area vorgeschlagen.

## Berge
Von Norden nach Süden finden sich folgende Berge in der Dial Range:
- Mount Montgomery – 470 m
- Mount Dial
- Mount Gnomon
- Mount Duncan – 681 m
- Mount Riana – 610 m
- Mount Lorymer – 652 m